# 선강향 (장화현)

선강 향의 위치

선강향(한국어: 신항향, 중국어: 伸港鄉, 병음: Shēngǎng Xiāng)은 중화민국 장화 현의 향이다. 넓이는 22.3268km2이고, 인구는 2015년 8월 기준으로 36,339명이다.

## 지리
장화 현의 북서단에 위치하고 서쪽은 타이완 해협, 남쪽은 셴시 향이다.